# Adalberto III di Boemia
Adalberto III di Boemia, chiamato anche Vojtěch (1145 – Salisburgo, 8 aprile 1200), fu arcivescovo di Salisburgo. Il suo episcopato fu in gran parte legato dalla disputa con l'imperatore Federico Barbarossa.

## Biografia

### Gioventù
Era figlio del duca Vladislao II di Boemia, che era stato elevato a re dall'imperatore Federico I, e di sua moglie Gertrude, figlia del margravio Leopoldo IV d'Austria. Adalberto visse come diacono nel monastero boemo di Strahov (in latino Mons Sion) vicino a Praga.

### Prima reggenza
Dopo la morte dell'arcivescovo Corrado II di Salisburgo (zio materno di Adalberto) il 28 settembre 1168, Adalberto III fu eletto all'unanimità come suo successore, ma, visti i pericoli in agguato, fu portato segretamente a Salisburgo e lì intronizzato il 1º novembre 1168. Il 15 marzo 1169 Adalberto fu consacrato vescovo da Ulrico, il patriarca di Aquileia, e subito dopo ricevette il pallio da papa Alessandro III. Senza aver ricevuto le insegne dall'imperatore Federico I, Adalberto esercitò comunque tutti i diritti secolari di governo. L'imperatore, infuriato, non gli permise quindi nemmeno di presentarsi davanti a lui a Bamberga nella Pentecoste del 1169, accompagnato da suo padre, il re di Boemia Vladislao II. Abbandonato dai suoi ministeriali quando l'imperatore apparve a Salisburgo, Adalberto dovette rinunciare per il momento alla sua dignità e andò nei monasteri stiriani di Admont e Vorau. Ben presto, però, riapparve come arcivescovo, revocando la sua rinuncia. All'inizio tentò invano di conquistarsi degli alleati concedendo illegalmente proprietà della chiesa, e il clero, indignato per le sue azioni, negoziò con l'imperatore per una nuova elezione. Papa Alessandro III, tuttavia, venne in difesa del suo partigiano Adalberto. Un tentativo di fare pace con l'imperatore attraverso la mediazione dell'arcivescovo Wichmann di Magdeburgo (1171) non ebbe successo. Quando Federico Barbarossa tenne un importante Hoftag nella città di Salisburgo all'inizio del 1172, alla quale parteciparono anche i vescovi di Ratisbona, Bressanone e Gurk, Adalberto era assente all'inizio e apparve solo molto più tardi. Successivamente Adalberto si dichiarò disposto ad accettare un tribunale composito per chiarire le sue pretese al potere, poi chiese tempo per ripensarci, ma lasciò segretamente la città la notte successiva.
Privato del suo principale sostegno dall'abdicazione del padre e fortemente ostacolato nella sua capacità di agire dal cardinale legato Corrado I di Wittelsbach, Adalberto riuscì comunque a trascinare la sua causa fino al maggio 1174, quando fu infine deposto formalmente da una decisione della corte principesca di Ratisbona. In primo luogo, l'imperatore elevò il prevosto Enrico di Berchtesgaden ad arcivescovo di Salisburgo, ma non fu riconosciuto dal papa. Alessandro III continuò a sostenere Adalberto e lo convocò a Venezia nel 1177 perché potesse rispondere alle accuse mossegli dal clero salisburghese. Ma alla fine il papa dovette consegnare Adalberto all'imperatore: nonostante tutti gli sforzi di Adalberto, la pace di Venezia determinò la deposizione sia dell'arcivescovo di Salisburgo Adalberto che del suo avversario Enrico. Tuttavia, ad Adalberto fu promesso un successivo considerevole risarcimento.

### Seconda reggenza
Adalberto visse prima presso Ulrico di Aquileia, poi come prevosto di Mělník in Boemia, onorato dal papa attraverso la nomina a legato, ma egli non ebbe alcuna influenza. Ma quando Corrado (III) di Wittelsbach, che era stato elevato ad arcivescovo di Salisburgo al suo posto, ricevette la cattedra di Magonza, Adalberto fu rieletto all'unanimità arcivescovo di Salisburgo il 19 settembre 1183 con il consenso dell'imperatore e tenne coscienziosamente questa carica fino alla sua morte.

### Gli atti di Adalberto III
La sua reputazione è attestata dal documento che ottenne da papa Lucio III il 3 dicembre 1184 che conferma i privilegi della Chiesa di Salisburgo e, in particolare, la sua sovranità sulla diocesi di Gurk, che lottava per l'indipendenza. Adalberto intervenne negli affari imperiali intercedendo con successo per il re Riccardo Cuor di Leone presso il moribondo (26 dicembre 1194) Leopoldo V d'Austria e partecipando all'elezione a re di Filippo di Svevia (1198). Nel 1186 aiutò il fratello, il duca Federico, che era stato cacciato dalla Boemia da una rivolta, a riconquistare il potere. Probabilmente intervenne anche nei disordini sorti tra i suoi fratelli Federico, Vladislao Enrico e Ottocaro in Boemia a favore di quest'ultimo.
Adalberto presiedette meritoriamente la sua diocesi, almeno dopo la sua seconda presa della cattedra, ma dovette reprimere violentemente una rivolta della città di Reichenhall nel 1196 e dovette combattere con dei ministeriali ribelli nel 1198, che presumibilmente lo tennero rinchiuso a Werfen nell'omonimo castello per quattordici giorni e lo obbligarono a raggiungere un accordo.
Adalberto di Boemia morì a Salisburgo l'8 aprile 1200 e fu sepolto nella cattedrale di Salisburgo davanti all'altare di Sant'Andrea.

## Ascendenza
|                           |                          |                         | Genitori              |  |  | Nonni |  |  | Bisnonni               |  |  | Trisnonni             |  |
|                           |                          |                         |                       |  |  |       |  |  | Vratislao II di Boemia |  |  | Bretislao I di Boemia |  |
|                           |                          |                         |                       |  |  |       |  |  | Vratislao II di Boemia |  |  | Bretislao I di Boemia |  |
|                           |                          | Giuditta di Schweinfurt |                       |  |  |       |  |  | Vratislao II di Boemia |  |  |                       |  |
| Vladislao I di Boemia     |                          |                         |                       |  |  |       |  |  | Vratislao II di Boemia |  |  |                       |  |
|                           |                          | Swietoslawa di Polonia  | Casimiro I di Polonia |  |  |       |  |  |                        |  |  |                       |  |
|                           |                          | Swietoslawa di Polonia  | Casimiro I di Polonia |  |  |       |  |  |                        |  |  |                       |  |
|                           |                          | Swietoslawa di Polonia  | Maria Dobronega       |  |  |       |  |  |                        |  |  |                       |  |
| Vladislao II di Boemia    |                          | Swietoslawa di Polonia  |                       |  |  |       |  |  |                        |  |  |                       |  |
|                           |                          | Enrico I di Berg        | …                     |  |  |       |  |  |                        |  |  |                       |  |
|                           |                          | Enrico I di Berg        | …                     |  |  |       |  |  |                        |  |  |                       |  |
|                           |                          | Enrico I di Berg        | …                     |  |  |       |  |  |                        |  |  |                       |  |
| Richeza di Berg           |                          | Enrico I di Berg        |                       |  |  |       |  |  |                        |  |  |                       |  |
|                           |                          | …                       | …                     |  |  |       |  |  |                        |  |  |                       |  |
|                           |                          | …                       | …                     |  |  |       |  |  |                        |  |  |                       |  |
|                           |                          | …                       | …                     |  |  |       |  |  |                        |  |  |                       |  |
| Adalberto III di Boemia   |                          | …                       |                       |  |  |       |  |  |                        |  |  |                       |  |
|                           | Leopoldo II di Babenberg | Ernesto di Babenberg    |                       |  |  |       |  |  |                        |  |  |                       |  |
|                           | Leopoldo II di Babenberg | Ernesto di Babenberg    |                       |  |  |       |  |  |                        |  |  |                       |  |
|                           | Leopoldo II di Babenberg | Adelaide di Eilenburg   |                       |  |  |       |  |  |                        |  |  |                       |  |
| Leopoldo III di Babenberg | Leopoldo II di Babenberg |                         |                       |  |  |       |  |  |                        |  |  |                       |  |
|                           |                          | Ida di Cham             | Rapoto IV di Cham     |  |  |       |  |  |                        |  |  |                       |  |
|                           |                          | Ida di Cham             | Rapoto IV di Cham     |  |  |       |  |  |                        |  |  |                       |  |
|                           |                          | Ida di Cham             | Matilde               |  |  |       |  |  |                        |  |  |                       |  |
| Gertrude di Babenberg     |                          | Ida di Cham             |                       |  |  |       |  |  |                        |  |  |                       |  |
|                           |                          | Enrico IV di Franconia  | Enrico III il Nero    |  |  |       |  |  |                        |  |  |                       |  |
|                           |                          | Enrico IV di Franconia  | Enrico III il Nero    |  |  |       |  |  |                        |  |  |                       |  |
|                           |                          | Enrico IV di Franconia  | Agnese di Poitou      |  |  |       |  |  |                        |  |  |                       |  |
| Agnese di Waiblingen      |                          | Enrico IV di Franconia  |                       |  |  |       |  |  |                        |  |  |                       |  |
|                           |                          | Berta di Savoia         | Oddone di Savoia      |  |  |       |  |  |                        |  |  |                       |  |
|                           |                          | Berta di Savoia         | Oddone di Savoia      |  |  |       |  |  |                        |  |  |                       |  |
|                           |                          | Berta di Savoia         | Adelaide di Susa      |  |  |       |  |  |                        |  |  |                       |  |
|                           |                          | Berta di Savoia         |                       |  |  |       |  |  |                        |  |  |                       |  |

## Genealogia episcopale e successione apostolica
La genealogia episcopale è:
- Patriarca Ulrico di Treven
- Arcivescovo Adalberto III di Boemia

La successione apostolica è:
- Patriarca Volchero di Erla